# Sồi Krym
Sồi Krym, tên khoa học Fagus taurica, là một loài thực vật có hoa trong họ Fagaceae. Loài này được Popl. miêu tả khoa học đầu tiên năm 1928.